# Reg Parnell Racing
Reg Parnell Racing – zespół Formuły 1 utworzony w 1959 r. przez Rega Parnella jako R H H Parnell. Zespół nie budował własnych samochodów, tylko korzystał z bolidów Cooper, Lola, Lotus, Ferrari i BRM.